# 歌川豊春

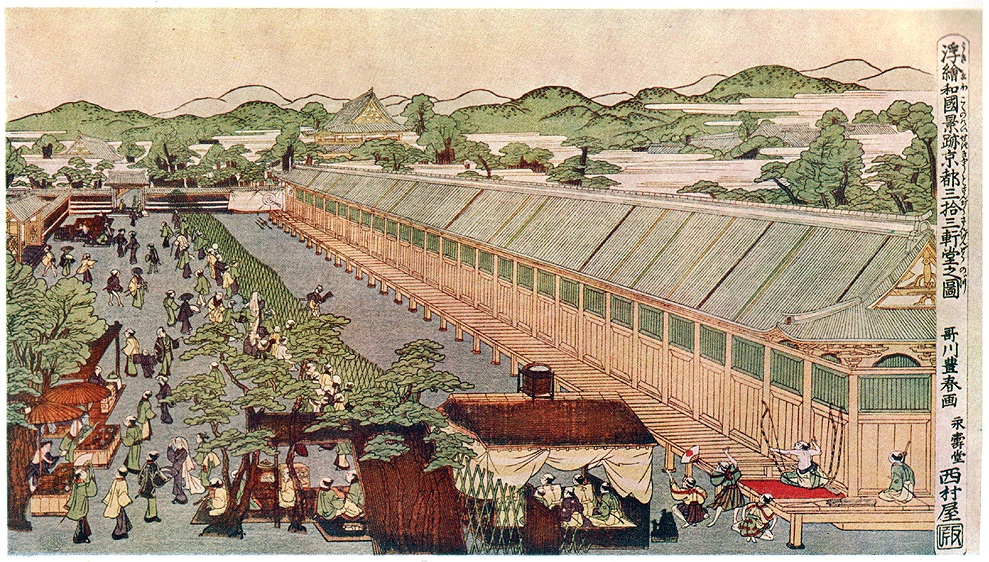
「浮絵和国景跡京都三拾三軒堂之図」　豊春画。

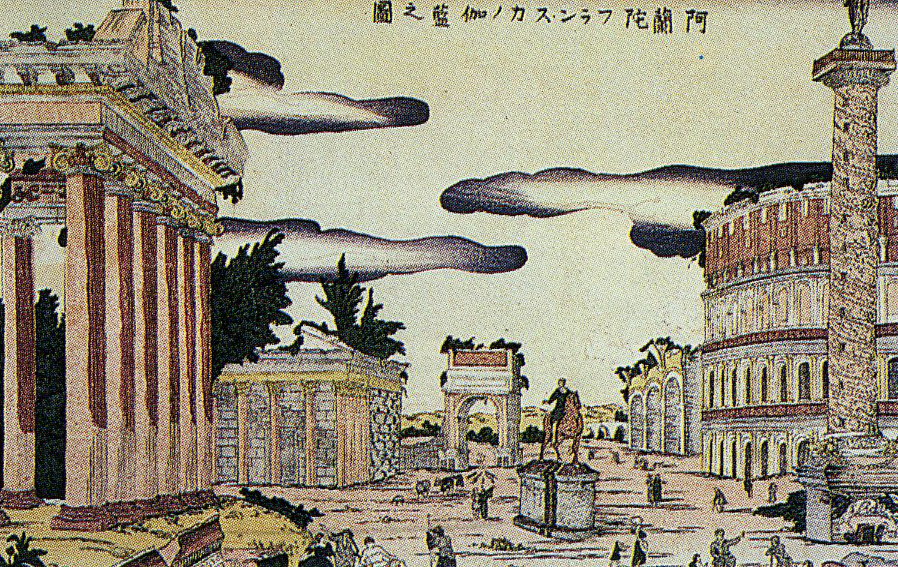
「阿蘭陀フランスカノ伽藍之図」　豊春画。

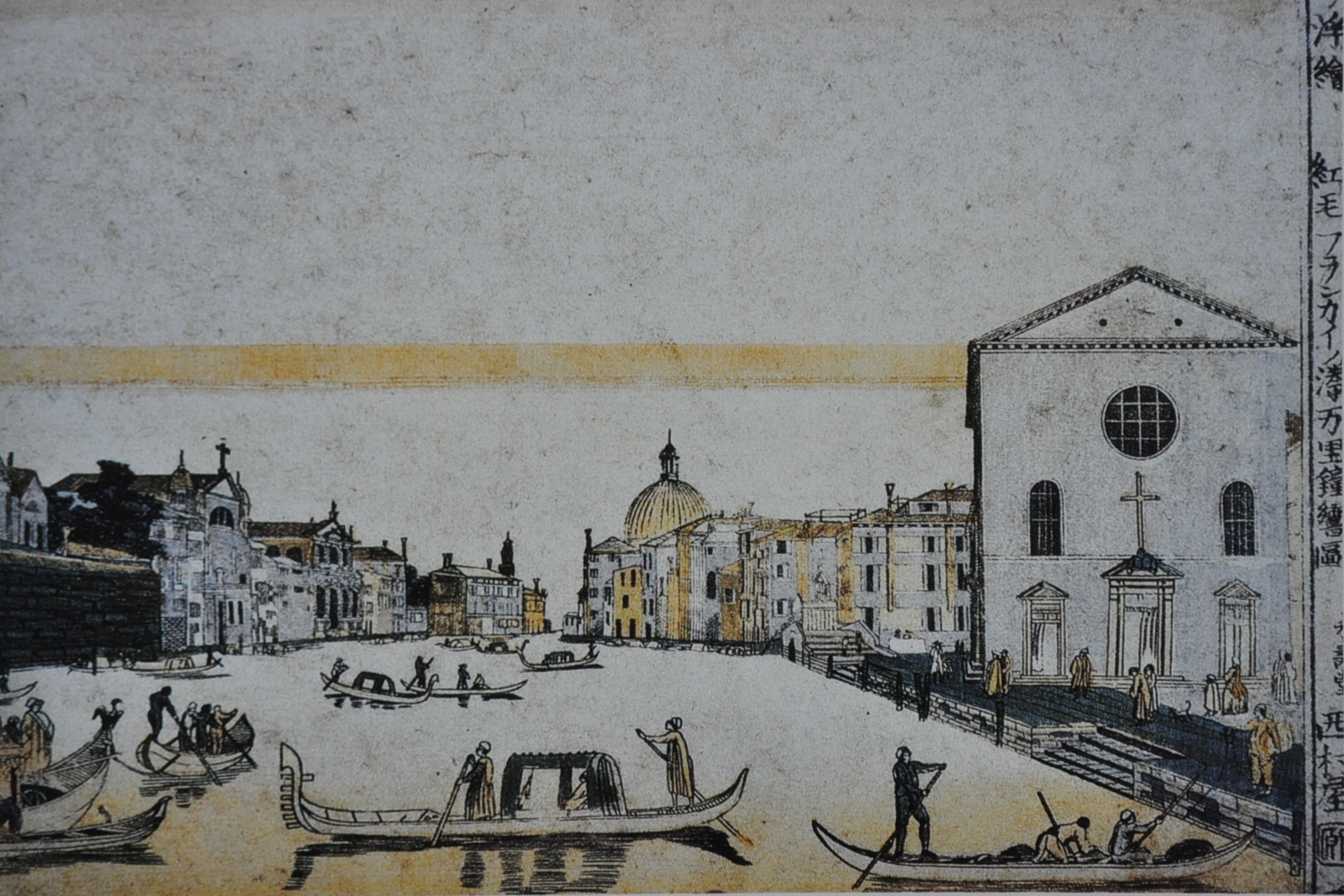
「浮絵　紅毛フランカイノ湊万里鐘響図」　豊春画。

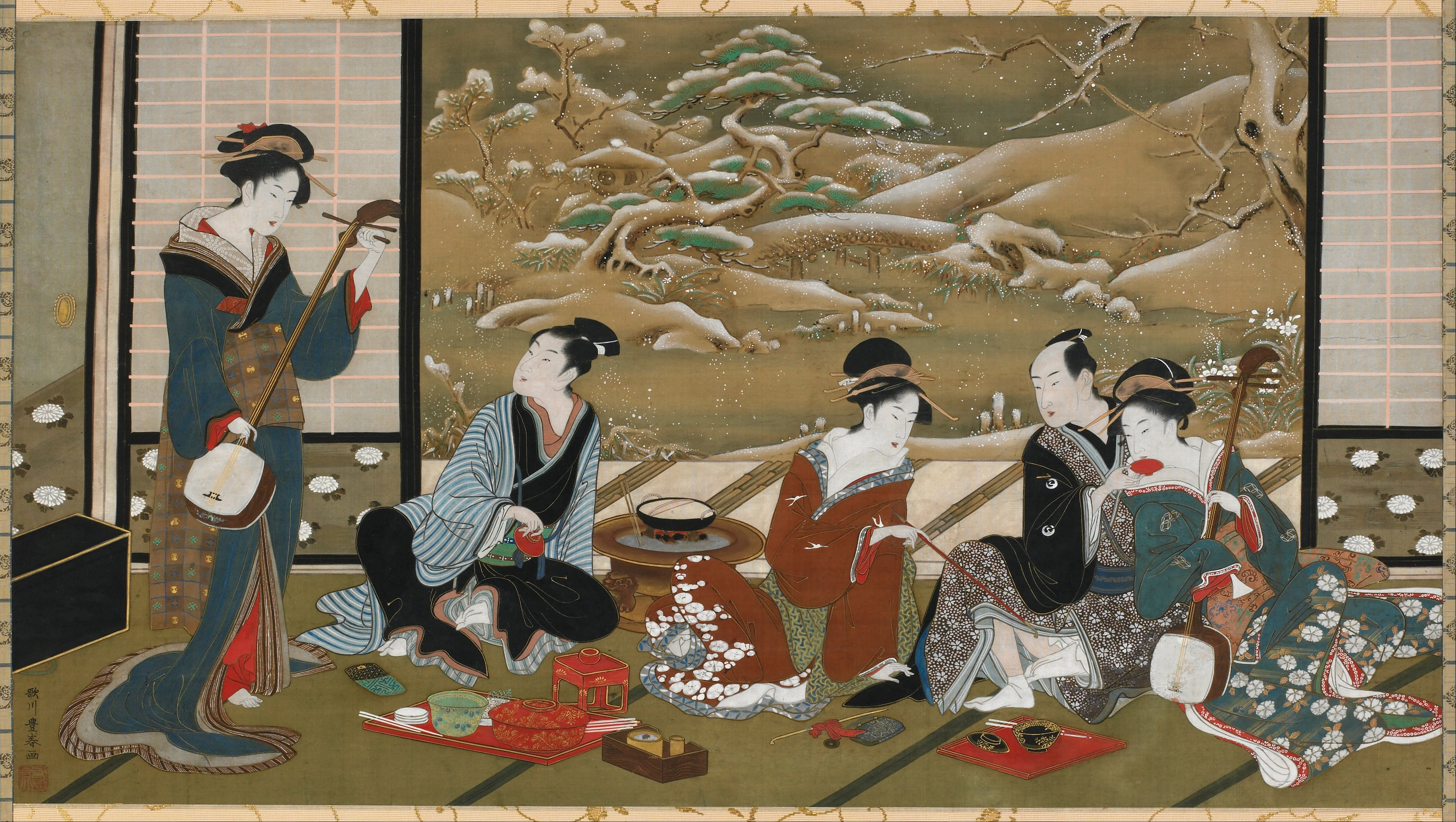
「A Winter Party」　豊春画。フリーア美術館所蔵。

歌川 豊春（うたがわ とよはる、享保20年〈1735年〉 - 文化11年1月12日〈1814年3月3日〉）とは、江戸時代中期の浮世絵師。歌川派の祖。

## 伝記

### 出自
姓は歌川。名は昌樹。俗称但馬屋庄次郎。後に新右衛門と改めている。芝宇田川町に住んでいたので、歌川と名乗ったといわれる。一龍斎、潜龍斎、松爾楼などと号す。出生地については、豊後国臼杵、但馬国豊岡、江戸の三つの説があり、未だに定説を見ない。幕末の浮世絵界において、独占的な一大勢力を形成した歌川派一門の祖にしては全く奇異である。しかし、近年、新しい資料が提示されて、臼杵藩で御用絵師を務めた3代目土師権十郎=豊春同人説が有力となりつつある。江戸では芝三島町、大阪町、田所町、中橋、檜物町、赤坂田町などに居住した。
豊春の師系に関しても、初め、京都に上って狩野派の鶴沢探鯨に学び、さらに宝暦の頃、江戸へ出て鳥山石燕に師事したとされるが、この説の典拠は定かでなく、未詳である。この他に西村重長、あるいは石川豊信の門人であったと記録するものもあるが、これらの説も出典は不明なため、豊春の出自を含めた習画時期の動静については、全く模糊としている。近年はこの中でも鳥山石燕説が有力である。

### 作画
作画期は、明和5年（1768年）頃に2世沢村宗十郎の錦絵を描いたことから始まるとされており、没年に至る。長い作画期間の割には作画量は少なく、これは富裕な女性へ入婿したため、絵で生計を立てる必要がなかったからと推測される。豊春は版画において役者絵、美人画などを描いているが、豊春の業績として特筆すべきは、浮絵の開発進歩、普及に多大な貢献をしたことがあげられる。浮絵の総数は把握されていないが、延享（1744年 - 1748年）期の奥村政信に次ぐ名手であり、多作であった。奥村政信が「浮絵根元」と称して描いた浮絵は、西村重長に受け継がれたが、同じ画面内での室内描写のみに遠近法を使用し、屋外の風景は従来の俯瞰描写をするといった不完全なものであった。そこで中国系の眼鏡絵や西洋の銅版画を浮世絵に模写して研究を重ねた結果、豊春は正しい遠近法を習得し、早いものでは明和8、9年（1771年 - 1772年）頃から浮絵を描き始め、これをもって江戸の風景を描いたのである。これにより浮絵は近景から遠景を眺望する風景画へと転換し、後の葛飾北斎、歌川広重らの風景版画を準備することになった。
天明期以降は版画制作からほぼ離れ、肉筆浮世絵に専心する。大半が絹本極彩色の美人画で、同じ時期の浮世絵師のなかでは作品数も多い。どの作品もとても落ち着いており、温厚な彼の人柄を示している。それが彼を歌川派の始祖たらしめたものと考えられる。更に、従来の鳥居派の絵師に代わって天明6年（1786年）11月、桐座の顔見世番付と寛政10年（1798年）11月、中村座の顔見世番付を描いた。この時の落款は「絵師歌川新右衛門筆」である。文化14年刊行の合巻『艶容歌妓結』は豊春が操芝居の看板絵を描いたことを伝え、また、『増補浮世絵類考』は寛政頃、日光山修復の職人頭を泉守一らとともに勤めたことを伝える。代表作として大々判の「琴棋書画」シリーズが挙げられる。
享年80。墓所はかつては浅草菊屋橋際の本立寺（法華宗）にあったが、現在は豊島区南池袋の本教寺に移転している。法名は歌川院豊春日要信士。文化11年（1814年）春、墨田区押上の春慶寺に豊春を顕彰する碑が建立された。これには歌川昌樹、歌川妙歌、二代目歌川豊春、歌川貢、大野規行、歌川豊秀、歌川豊国、歌川豊広の名が刻まれていたが、この碑は後に関東大震災によって失われている。

## 門人
豊春の門人には、初代歌川豊国、二代目歌川豊春、歌川豊広、歌川豊久、歌川豊丸、歌川豊秀、酒井抱一らがいるが、そのなかでも初代歌川豊国、歌川豊広という双璧とされる門人がおり、さらに両門下から秀抜した浮世絵師たちが多数輩出、葛飾派の活躍が終息した以後の浮世絵界を独占する一大勢力を築くことになった。
その道統は豊春 - 初代豊国 - 国芳 - 月岡芳年 - 水野年方 - 鏑木清方 - 伊東深水という系譜で、現代の日本画壇にも受け継がれている。また、鏑木清方の弟子であった川瀬巴水と伊東深水は、新版画運動を支えた絵師でもある。

## 作品

### 錦絵
- 「浮絵 阿蘭陀国東南湊図」　大判　島根県立美術館所蔵
- 「浮絵　紅毛（オランダ）フランカイノ湊万里鐘響（しょうけい）図」　横大判　東京国立博物館など所蔵
- 「浮絵 東都両国夕涼之図」　大判
- 「琴棋書画」 大倍判 揃物 安永初年頃
- 「浮絵 新吉原惣仕舞之図」 横大判
- 「浮絵 阿蘭陀国東南湊図」 横大判
- 「浮絵 異国景跡和藤内三官之図」 横大判 日本浮世絵博物館所蔵 安永
- 「浮絵 江戸御祭礼之図」 横大判 日本浮世絵博物館所蔵 安永
- 「吉原風俗」中横判 日本浮世絵博物館所蔵
- 「浮絵 駿河町呉服屋図」 三井文庫所蔵

### 肉筆浮世絵
| 作品名                                | 技法     | 形状・員数 | 寸法（縦x横cm）  | 所有者                           | 年代                  | 落款・印章                                                                          | 備考 |
| ------------------------------------- | -------- | ---------- | ---------------- | -------------------------------- | --------------------- | ----------------------------------------------------------------------------------- | --- |
| 廓十二月図                            |          | 3幅対      | 121.7x37.1       | 東京国立博物館                   | 1781-89年（天明年間） |                                                                                     | |
| 稲荷詣図                              | 絹本着色 | 1幅        | 60.9×28.3        | 東京国立博物館                   | 1795年（寛政7年）     |                                                                                     | 款記「行年六十一翁一龍齋歌川豊春画」/「一龍齋」朱文方印                                                                                        |
| 桜下遊女図                            |          | 1幅        | 114.0x35.7       | 東京国立博物館                   |                       | 款記「一龍齋歌川豊春画」/「昌樹之印」白文方印                                       | |
| 遊女と嫖客図                          | 絹本着色 | 1幅        |                  | 出光美術館                       |                       |                                                                                     | |
| 桜下花魁と禿図                        | 絹本着色 | 1幅        |                  | 浮世絵太田記念美術館             |                       |                                                                                     | |
| 桜下花魁道中図                        | 絹本着色 | 1幅        |                  | 浮世絵太田記念美術館             |                       |                                                                                     | |
| 松風村雨図                            | 絹本着色 | 1幅        |                  | 浮世絵太田記念美術館             |                       |                                                                                     | |
| 夕しぐれ図                            | 絹本着色 | 1幅        |                  | 浮世絵太田記念美術館             |                       |                                                                                     | |
| 常盤御前図                            | 紙本扇面 | 1幅        |                  | 浮世絵太田記念美術館             |                       |                                                                                     | |
| 浅草寺図                              |          |            | 104x143.3        | 江戸東京博物館                   |                       |                                                                                     | |
| 吉原遊女図                            |          | 1幅        | 80.4x32.0        | 江戸東京博物館                   | 天明から寛政期        |                                                                                     | |
| 邸内遊楽図                            | 絹本着色 | 1幅        |                  | 板橋区立美術館                   |                       |                                                                                     | |
| 舟まんじゅう図                        | 絹本着色 | 1幅        |                  | ニューオータニ美術館             |                       |                                                                                     | |
| 猿引き図                              | 絹本着色 | 1幅        |                  | ニューオータニ美術館             |                       |                                                                                     | |
| 大原女図                              | 絹本着色 | 1幅        |                  | ニューオータニ美術館             |                       |                                                                                     | |
| 三味線持つ美人図                      | 絹本着色 | 1幅        |                  | 日本浮世絵博物館                 |                       |                                                                                     | |
| 遊女と禿図                            | 絹本着色 | 1幅        |                  | 日本浮世絵博物館                 |                       |                                                                                     | |
| 柳下騎牛美人図                        | 絹本着色 | 1幅        |                  | 日本浮世絵博物館                 |                       |                                                                                     | |
| 夕涼図                                | 絹本着色 | 1幅        |                  | MOA美術館                        |                       |                                                                                     | |
| 遊女図                                | 絹本著色 | 1幅        |                  | 愛知県美術館木村定三コレクション | 安永-天明頃           |                                                                                     | |
| 太夫と禿                              | 絹本着色 | 1幅        |                  | 光記念館                         |                       | 款記「豊春画」/「昌樹之印」白文方印                                                 | 「悦翁」の画讃あり。また画中に河鍋暁斎による「明治己巳九月五日有之 猩々狂斎主」の書込みがある。那須ロイヤル美術館（小針コレクション）旧蔵      |
| 松風村雨                              | 絹本着色 | 1幅        |                  | 光記念館                         | 1796年（寛政8年）     | 款記「行年六十二翁一龍斎歌川豊春畫」/「弌龍斎」朱文方印                             | 那須ロイヤル美術館（小針コレクション）旧蔵 |
| 見立女三宮（源氏物語 若菜下）         | 紙本着色 | 1幅        |                  | 京都府（京都文化博物館管理）     |                       | 款記「歌川豊春畫」                                                                  | |
| 観梅図                                | 絹本着色 | 1幅        | 55.0x114.0       | 大分県立美術館                   | 寛政前期頃            | 款記「一龍斎歌川豊春画」/「昌樹之印」白文方印                                       | 臼杵藩士の家に伝来。旧箱の箱書きから寛政10年（1798年）に江戸で表装された事がわかり、制作の下限がわかる。                                       |
| 新吉原春景図屏風                      | 紙本着色 | 六曲一隻   |                  | 個人                             | 天明後期から寛政前期  |                                                                                     | |
| 新吉原玉屋の張見世図屏風              | 紙本着色 | 六曲一隻   | 144.1x314.6      | 大英博物館                       | 天明初年頃            | 無款                                                                                | |
| 美人四季之粧                          | 絹本着色 | 3幅対      |                  | ロシア国立東洋美術館             |                       |                                                                                     | |
| 雪月花図                              | 絹本着色 | 3幅対      | 117.3x34.7（各） | ボストン美術館                   | 寛政年間              |                                                                                     | |
| 向島行楽図                            | 絹本着色 | 1幅        | 66.2x122.0       | ボストン美術館                   | 天明後期から寛政期    |                                                                                     | |
| 江戸両国の景                          | 絹本着色 | 1幅        | 72.6x186.0       | フリーア美術館                   | 19世紀初期            | 款記「一龍齋歌川豊春畫」                                                            | |
| A Winter Party                        | 絹本着色 | 1幅        | 52.9x96.6        | フリーア美術館                   |                       | 款記「歌川豊春画」                                                                  | |
| Interior: a gay party; men and geisha | 絹本着色 | 1幅        | 31.4x45          | フリーア美術館                   |                       | 款記「哥川豊春画」                                                                  | |
| Woman walking in a breeze             | 絹本着色 | 1幅        | 144.7x88.3       | フリーア美術館                   |                       | 款記「日本画工 一龍齋歌川豊春圖之」                                                 | |
| A Courtesan and her attendant         | 絹本着色 | 1幅        | 125.3x52.7       | フリーア美術館                   |                       | 款記「一龍齋歌川豊春畫」                                                            | |
| Two women and a girl on the seashore  | 絹本着色 | 1幅        | 185.2x48.2       | フリーア美術館                   | 1800年（寛政12年）    | 款記「行年六十六歳 一龍齋歌川豊春画」                                               | |
| Actor Segawa Kikunojō III at a Party  | 絹本着色 | 1幅        | 32.5x73.5        | ミネアポリス美術館               | 1784年（天明4年）頃   | 款記「歌川豊春画」                                                                  | |
| 春景遊楽図                            | 紙本着色 | ニ曲一隻   |                  | ファインバーグ・コレクション     |                       |                                                                                     | |
| 関澤政英像                            | 絹本著色 | 1幅        | 95.2x35.0        | 茨城県立歴史館                   | 1812年（文化9年）     | 款記「六十三翁／関澤徳平政英像」「行年八十翁／一龍齋歌川豊春画」/朱文円印・朱文方印 | 伝歌川豊春。関澤家は水戸藩内の豪農。 |
| 艶画拾貳図                            | 紙本着色 | 画巻12図   |                  | 個人                             |                       | 無款                                                                                | 春画。春画の作例は版画や版本は確認されておらず、肉筆画が数点のみ。最後の12図は勝川春潮の組物「好色図会十二候」四月の体位を反転して用いている。 |

## 家族
豊春は妻との間に2男1女をもうけたが、妻も3人の子女ともに豊春よりも先立って没している。
- 妻 要行院妙進日性信女 寛政8年10月5日没。
- 長男 歌川庄次郎 了山志覚信士 明和6年5月6日没。豊春の墓所であった本立寺末の実相院の旦那。
- 次男 了性起玄信士 文化6年7月4日没。
- 長女 歌川妙歌 清悟妙歌信女 文化11年正月7日没。